# 濟陰郡
濟陰郡，中國古代的郡。

## 沿革

### 西漢
漢景帝中六年（前144年），立梁孝王之子劉不識為濟陰王，分梁國置濟陰國，治定陶（今山東省定陶縣西北）。辖境约当今山东省菏泽、定陶、东明、鄄城等市县地及成武、巨野等县部分地区，北至濮阳地区。後元年（前143年），濟陰王薨，無子，國除為濟陰郡。漢武帝元封五年（前106年），置十三刺史部，濟陰郡屬兗州刺史部。
漢宣帝甘露二年（前52年），立皇子劉囂為定陶王，改濟陰郡為定陶國。黃龍元年（前49年），徙定陶王為楚王，復為濟陰郡。漢元帝建昭五年（前34年），山陽郡黃侯國、菑鄉侯國改屬濟陰郡。
漢成帝河平四年（前25年），徙山陽王劉康為定陶王，復置定陶國，黃侯國、菑鄉侯國還屬山陽郡。漢哀帝建平二年（前5年），徙定陶王劉景為信都王，復改為濟陰郡。至此，濟陰郡領九縣：定陶、冤句、呂都、葭密、成陽、鄄城、句陽、秺、乘氏。

### 東漢
漢光武帝建武六年（30年），省併呂都、葭密、秺三縣。漢明帝永平十五年（72年），立皇子劉長為濟陰王，復置濟陰國。漢章帝建初四年（79年），以東郡離狐縣、陳留郡長垣縣益濟陰國。建初九年（84年），濟陰王薨，無子，國除為濟陰郡，後長垣縣還屬陳留郡。
漢和帝永元二年（90年），分濟陰郡城陽、鄄城、句陽、離狐四縣、東郡廩丘縣置城陽國。永元五年（93年），削梁國單父、成武、己氏三縣，還屬濟陰郡。永元六年（94年），城陽國除，領縣併入濟陰郡。漢安帝延光三年（124年），廢皇太子劉保為濟陰王，復置濟陰國。延光四年（125年），濟陰王即皇帝位，國除為濟陰郡。至此，濟陰郡領十一縣（侯國）：定陶、冤句、城陽、鄄城、句陽、乘氏、離狐、廩丘、單父、成武、己氏。
漢獻帝建安十七年（212年），鄄城、廩丘二縣改屬東郡；立皇子劉熙為濟陰王，復置濟陰國。約此前後，分離狐等縣置離狐郡，旋廢。至漢末，濟陰國領九縣（侯國）：定陶、冤句、城陽、句陽、乘氏、離狐、單父、成武、己氏，至西晉不變。

### 魏晉十六國
魏文帝黃初元年（220年），降漢濟陰王為列侯，國除為濟陰郡。黃初三年（222年），徙封彭城王曹據為濟陰王，復置濟陰國。黃初五年（224年），降封濟陰王為定陶王，復為濟陰郡。晉懷帝永嘉中，徙封新都王司馬衍為濟陰王，復置濟陰國。永嘉之亂後，國除為濟陰郡。
十六國時期，濟陰郡先後為後趙（325年－351年）、東晉（351年－359年）、前燕（359年－370年）、前秦（370年－384年）、東晉（384年－387年）、翟魏（387年－392年）、後燕（392年－398年）所有。晉安帝隆安二年（398年），東晉再次收復濟陰郡。。

### 南北朝
宋文帝元嘉初，濟陰郡定陶、冤句、城陽、句陽、乘氏、離狐、己氏七縣為北魏所取，僅餘單父、成武二縣，併入鄰郡。宋孝武帝孝建元年（454年），以單父（改為僑縣離狐）、成武二縣置北濟陰郡。
北魏奪取濟陰郡後，移治定陶縣左城（今山東省曹縣西北），省併句陽縣，城陽縣改屬濮陽郡。北魏孝明帝孝昌三年（527年），分兗州、濟州置西兗州，濟陰郡改屬西兗州，分己氏縣置考城縣。東魏孝靜帝興和二年（540年），分濟陰郡置沛郡，考城、己氏二縣改屬沛郡。至此，濟陰郡領四縣：定陶、離狐、冤句、乘氏。
北齊文宣帝天保七年（556年），廢北梁郡，其所領城安縣併入考陽縣，改稱城安縣，改屬濟陰郡。至此，濟陰郡領五縣：定陶、離狐、冤句、乘氏、城安。周武帝宣政元年（578年），改西兗州為曹州，濟陰郡仍屬之。

### 隋唐
隋文帝開皇三年（583年），廢濟陰郡，領縣直屬曹州。
隋煬帝大業三年（607年），改曹州為濟陰郡，治濟陰縣左城（今山東省曹縣西北），領九縣：濟陰、外黃、濟陽、成武、冤句、乘氏、定陶、單父、金鄉。
魏永平元年（617年），改濟陰郡為曹州。隋煬帝大業十四年（618年），復為濟陰郡。不久，濟陰郡即屬宇文化及之許。鄭開明元年（619年），復改為曹州。
唐玄宗天寶元年（742年），復改為濟陰郡，領六縣：濟陰縣、考城县、冤句县、乘氏县、南華縣、成武县。燕光烈帝聖武元年（756年），復改為曹州。唐肅宗至德二載（757年），復改為濟陰郡。乾元元年（758年），復改為曹州。燕昭武帝順天元年（759年），復改為濟陰郡。唐肅宗上元二年（761年），復改為曹州，濟陰郡之名不再作為行政區劃名稱。

## 人口
- 漢平帝元始二年（2年），濟陰郡有290025戶、1386278口。[12]
- 漢順帝永和五年（140年），濟陰郡有133715戶、657554口。[13]
- 晉武帝太康中（280年－289年），濟陰郡有7600戶。[4]
- 東魏孝靜帝武定中（543年－550年），濟陰郡有29836戶、83580口。[9]
- 隋煬帝大業五年（609年），濟陰郡有140948戶。[10]
- 唐玄宗天寶中（742年－755年），濟陰郡有100352戶、716848口。[14]

## 長官

### 濟陰太守（23年－72年）
- 沈靖，九江壽春人。[15]
- 劉育，漢光武帝建武中在任。[16]
- 蕭闡，東海蘭陵人。[17]

### 濟陰相（72年－84年）
- 來苗，漢章帝建初元年（76年）出任。[18]

### 濟陰太守（84年－212年）
- 承疊，琅邪姑幕人。[19]
- 杜根，字伯堅，潁川定陵人，漢順帝時在任。[20]
- 胡廣，字伯始，南郡華容人，漢順帝時在任。[21]
- 汜宮，漢順帝漢安元年（142年）見任。[22]
- 單匡，河南人，漢桓帝初在任。[23]
- 劉郃，渔阳泉州（今天津武清区）人，漢靈帝時在任。[24]
- 夏侯惇，字元讓，沛國濟陰人，漢獻帝興平中領。[25]
- 张宠，河南人，在熹平（175年）四年十二月任济阴太守期间立《帝尧碑》[26]。
- 吳資，漢獻帝興平二年（195年）見任。[27]
- 程昱，字仲德，東郡東阿人，漢獻帝建安初領。[28]
- 袁敘，汝南汝陽人，漢獻帝建安五年（200年）見任。[29]
- 荀祈，字伯旗，潁川潁陰人，漢獻帝建安中在任。[30]

### 濟陰相（222年－224年）
- 盧毓，字子家，涿郡涿人，魏文帝黃初中在任。[31]

### 濟陰太守（224年－300年代）
- 鄭袤，字林叔，滎陽開封人。[32]
- 沐並，字德信，河閒人，魏齊王時在任。[33]
- 文立，字廣休，巴郡臨江人，晉武帝泰始二年（266年）出任。[34]
- 虞昺，字世文，會稽餘姚人，晉武帝太康中在任。[35]
- 祖逖，字士稚，范陽遒人，晉惠帝、晉懷帝之際除，以母喪不之官。[36]

### 濟陰太守（310年代－502年）
- 徐阮，南燕太上中在任。[37]
- 李冏，中山盧奴人，北魏中期在任。[38]
- 魏悅，鉅鹿人，北魏孝文帝太和中在任。[39]
- 申纂，濟陰人，本魏郡人，北魏宣武帝景明初試守。[40]

### 濟陰內史（502年－）
- 陳終德，廣宗人。[41]
- 孫紹，字世慶，昌黎人，北魏宣武帝延昌中在任。[42]
- 楊昱，字元晷，恒農華陰人，北魏孝明帝孝昌元年（525年）在任。[43]

### 濟陰太守（－577年）
- 乙琛，字仲珍，代人，東魏孝靜帝時在任。[44]
- 李稚廉，趙郡高邑人，北齊文宣帝天保中在任。[45]
- 皇甫和，字長諧，安定朝那人，北齊時在任。[46]
- 房恭懿，字慎言，河南洛陽人，北齊時在任。[47]
- 公孫景茂，北齊幼主承光元年（577年）降於北周。

### 濟陰郡守（577年－583年）
- 公孫景茂，北周武帝建德六年（577年）仍居原官。[48]
- 杜猷，隋文帝開皇三年（583年）見任。[49]

### 濟陰郡太守（607年－619年）
- 楊雄，弘農華陰人，隋煬帝大業八年（612年）追贈。[50]

### 濟陰郡太守（742年－761年）
- 萧谊（天宝年间）
- 张九章（天宝前期）
- 源光時，唐玄宗天寶前期在任。
- 張齊丘，吳郡人，唐玄宗天寶九載（750年）出任。
- 李彭年，鉅鹿柏仁人，唐玄宗天寶十二載（753年）至十四載（755年）在任。
- 高承義，唐玄宗天寶十四載（755年）降於安祿山。[51]

## 國主
- 濟陰哀王劉不識，前144年－前143年在位。
- 定陶王劉囂，前52年－前49年在位。
- 定陶共王劉康，前25年－前23年在位。
  - 定陶王劉欣，前22年－前8年在位。
  - 定陶王劉景（共王繼子），前8年－前5年在位。
- 濟陰悼王劉長，72年－84年在位。
- 濟陰王劉保，124年－125年在位。
- 濟陰王劉熙，212年－220年在位。
- 濟陰王曹據，222年－224年在位。
- 濟陰王司馬衍，300年代－311年在位。
- 濟陰靜王元誕，502年－？在位。
  - 濟陰王元撫，？－528年在位。
  - 濟陰王元暉業（元撫從兄），528年－550年在位。